# NF-κB

Signalvägar som involverar NF-κB.

NF-κB (fr. nuclear factor kappa-light-chain-enhancer of activated B cells) är ett proteinkomplex som styr transkriptionen av flera gener relaterade till immunförsvarets funktion.  NF-κB finns i nästan alla celltyper i animalia-gruppen av organismer, människan inkluderad. Intra- och extracellulär stimulering från cytokiner, fria radikaler, ultraviolett strålning, bakterie- eller virusantigen aktiverar NF-κB, vilket leder till förflyttning av NF-κB från cytoplasman till cellkärnan. NF-κB återfinns som en heterodimer, det vill säga, ett komplex som består av två proteiner, NF-kappa B1 och relA. Båda dessa proteiner har DNA-bindande domäner. 